# PL 7 (航空機)
PL. 7
Levasseur PL.7
- 用途：雷撃
- 分類：艦上攻撃機
- 設計者：ピエール・ルヴァッスール（フランス語版）
- 製造者：ルヴァッスール（イタリア語版）
- 運用者：フランス海軍
- 初飛行：1926年
- 運用状況：退役

ルバッスール PL 7はフランスのルバッスール社によって第二次世界大戦前に開発・生産された艦上攻撃機である。

## 概要
1928年に制式化され、40機前後製作された。後に発動機をイスパノ・スイザHS12Lbr（600hp）に換装して、最大速度が5km/h向上している。7B1に配備されて1939年9月まで空母ベアルンで運用され、LN401と交代したが、米国からの輸入機（TBDデバステーター）と国産新型機が間に合わなかった為、敗戦まで現役に留まっていたと推測される。

## 性能諸元
- 全長： 11.68 m
- 全幅： 18.50 m
- 全高： 4.86 m
- 全備重量： 3,950 kg
- 発動機： ファルマン12We 水冷12気筒550HP×1
- 最大速度： 170 km/h
- 航続距離：600 km

- 乗員： 3名
- 武装： 
  - 7.5mm機銃×2
  - 爆弾　410kg及び225kg爆弾×1または650kg魚雷×1

## 運用国
- フランス